# Phaeobotryon cupressi
Phaeobotryon cupressi är en svampart som beskrevs av Jafar Abdollahzadeh, Rasoul Zare och A.J.L. Phillips 2009. Phaeobotryon cupressi ingår i släktet Phaeobotryon,  och familjen Botryosphaeriaceae.   Inga underarter finns listade.